# Fissidens obtusissimus
Fissidens obtusissimus är en bladmossart som beskrevs av Ronald Arling Pursell 1989. Fissidens obtusissimus ingår i släktet fickmossor, och familjen Fissidentaceae. Inga underarter finns listade i Catalogue of Life.